# McIntosh Laboratory

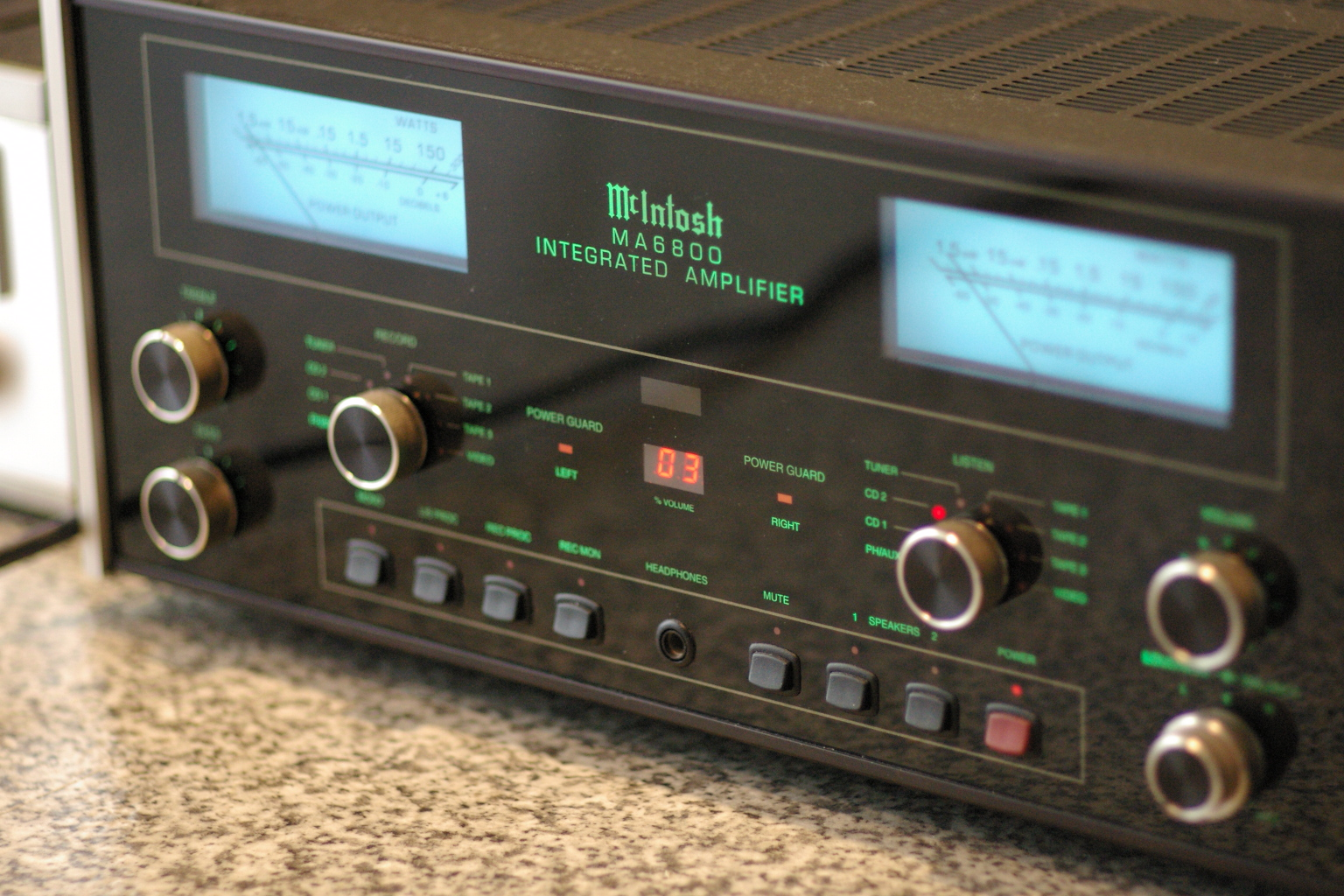
McIntosh Labs MA6800 integrerad förstärkare.

McIntosh Laboratory är en tillverkare av ljudutrustning och som har sin bas i Binghamton, New York. Företaget grundades 1949 av Frank McIntosh. Ett av företagets signum är de blå displayerna. McIntosh Laboratory såldes år 1990 till Clarion och såldes sedan vidare till D&M Holdings i maj 2003.